# Danièle Hérin
Pour les articles homonymes, voir Hérin.
Danièle Hérin, née le 14 janvier 1947 à Carcassonne (Aude), est une informaticienne et femme politique française. Lors des élections législatives de 2017, elle est élue députée du mouvement La République en marche dans la 1re circonscription de l'Aude jusqu'en 2022 où elle est battue lors du renouvellement.
Professeur d'université en informatique, elle est présidente de l'université Montpellier 2, Sciences et Techniques de 2008 à 2012.
En 2014, elle est déléguée régionale pour le mouvement Nous Citoyens en Languedoc-Roussillon, ainsi qu'adjointe au maire de Carcassonne.
Elle est membre de la commission des Affaires culturelles et de l'Éducation de l'Assemblée nationale et vice-présidente du groupes d'amitié France-Estonie.

## Biographie
Danièle Hérin est née le 14 janvier 1947 à Carcassonne. Elle est titulaire d'un DEA de physique nucléaire de l'université Claude-Bernard-Lyon-I, d'un doctorat en informatique et d'une thèse d'État de l'université de Nice.
Spécialisée dans les systèmes d'information, la gestion des données et des connaissances, et les systèmes d'aide à la décision, Danièle Hérin a été assistante puis maître de conférences à l'université de Nice Sophia-Antipolis.
En 1991, elle est nommée professeur des universités à l'université Montpellier 2, Sciences et Techniques où elle exerce ses activités d'enseignement à l'école d'ingénieurs Polytech'Montpellier, et ses activités de recherche au Laboratoire d'informatique, de robotique et de microélectronique de Montpellier (LIRMM).
Durant toute sa carrière, elle est très impliquée dans le transfert de technologie et l'innovation numérique, en particulier dans Transfert LR, structure régionale financée par le CPER et dédiée au transfert des avancées scientifiques vers les entreprises et startups.
Après avoir été vice-présidente du Conseil scientifique, elle est élue présidente de cette université, le 9 juin 2008. Son mandat se termine en mai 2012.
De 2013 à septembre 2015, elle est conseillère à la Conférence des présidents d'université (CPU) chargée de la recherche, en particulier des alliances nationales de recherche et des défis sociétaux.

## Vie politique
Elle s'implique pour la première fois en politique en 2014 en tant que citoyenne et membre de la société civile.
Elle est candidate aux Élections européennes de 2014 en France, en seconde position sur la liste du mouvement Nous Citoyens dans la circonscription Sud-Ouest. Elle est déléguée régionale de ce mouvement pour le Languedoc-Roussillon en 2014.
Lors des élections municipales de mars 2014 à Carcassonne, elle est élue au conseil municipal en tant que représentante de la société civile sur la liste de Gérard Larrat et devient 5e ajointe au maire déléguée à l'enseignement supérieur et la recherche, à l'innovation et au numérique. Elle présente le programme de la ville dans ce domaine, dans une interview à la Dépêche du Midi le 20 juin 2014
Lors des élections législatives de 2017, elle est candidate de La République en marche ! dans la 1re circonscription de l'Aude. Elle obtient 27,49% des suffrages au premier tour, puis gagne au second tour face au candidat du FN, Christophe Barthès, avec 58,71% des suffrages,.
Battue au premier tour en 2022, elle cède son siège à Christophe Barthès.
À la suite de la dissolution de l'Assemblée nationale par Emmanuel Macron, le 9 juin 2024, elle se représente pour le parti Ensemble pour la République comme suppléante de l'ancien député de la 1re circonscription de l'Aude, Jean-Claude Pérez.
Le 30 juin, celui-ci, arrivé en troisième position avec 16,86 % des voix, est éliminé au premier tour, derrière les candidats Rassemblement National, Christophe Barthès et Nouveau Front Populaire, Philippe Poutou,.

## Distinctions
- Chevalier de l'ordre des Palmes académiques[3]